# Please Please Me
Please Please Me es el primer álbum de estudio debut de la banda de rock The Beatles, lanzado al mercado por EMI el 22 de marzo de 1963 en el Reino Unido. Su publicación acompaña el inicio de la Beatlemanía, después del éxito de los sencillos «Please Please Me» (n.º 1 en varias listas musicales inglesas, pero solo n.º 2 en el Record Retailer) y «Love Me Do» (n.º 17 en el Record Retailer).
Además de los cuatro títulos en los sencillos, el álbum contiene diez canciones grabadas el día 11 de febrero de 1963 en los estudios EMI de Abbey Road, durante una sesión de grabación de 585 minutos (nueve horas y 45 minutos).
El disco contiene ocho canciones que fueron compuestas por John Lennon y Paul McCartney, temprana evidencia de lo que la revista Rolling Stone denominó posteriormente como «[la invención por parte de ellos] de la idea de un grupo de música rock hecho a sí mismo, escribiendo sus propios éxitos y tocando sus propios instrumentos musicales». Aunque la mayor parte de las canciones fueran cantadas por Lennon o McCartney, solos o en dúo, George Harrison participa en el coro y presta su voz para dos canciones, mientras que Ringo Starr es intérprete de una. Los catorce temas son típicos del repertorio que la banda tocaba durante años en clubes de Liverpool y Hamburgo. La cubierta está ilustrada con una fotografía de los cuatro en las escaleras de la sede de la compañía EMI en Londres, parodiada por el grupo seis años después.
Desde el lanzamiento de Please Please Me, los Beatles aumentaron su popularidad en todo el mundo, principalmente en el Reino Unido, donde el álbum llegó al puesto número 1 el 11 de mayo de 1963, permaneciendo en ese puesto durante 30 semanas hasta el 7 de diciembre de 1963, fecha en la que fue sustituido en la primera posición por el segundo LP del grupo, With the Beatles.

## Grabación
Para que el álbum tuviera catorce canciones (lo normal en los álbumes británicos de doce pulgadas en 1963 era tener siete canciones por cada lado del disco, mientras que los álbumes estadounidenses solo contenían, por norma, cinco o seis canciones por cara), se tuvieron que grabar otras diez más para añadir a los cuatro temas que ya habían aparecido en los dos primeros sencillos publicados previamente por el grupo. Así, a las diez de la mañana de un lunes, 11 de febrero, los Beatles y George Martin comenzaron a grabar en los estudios de EMI en Londres lo que esencialmente eran los temas que el grupo solía interpretar en vivo, finalizando esas sesiones de grabación 585 minutos más tarde (es decir, nueve horas y 45 minutos después). En las tres sesiones de aquel día (cada una de tres horas, aproximadamente), los Beatles reprodujeron lo que era el sonido del grupo en el Cavern Club, al no haber apenas sobregrabaciones y editajes en las canciones destinadas para el álbum. Tan cómodas se preveían esas sesiones, que George Martin alquiló inicialmente los estudios solo para dos sesiones de grabación, aunque luego se añadió una tercera sesión final. Al principio, la idea original de Martin era la de grabar el LP con los Beatles actuando en vivo ante su audiencia en el Cavern Club, personándose incluso en dicho club de Liverpool para comprobar por sí mismo el fenómeno que producía el grupo en directo. Pero, al apremiar el tiempo, decidió finalmente alquilar los estudios para grabarlos prácticamente en vivo. «Fue una sencilla interpretación de su repertorio musical usual que solían dar a su público en directo», había comentado George Martin en referencia a las grabaciones que se hicieron en estudio.
La mañana empezó con la grabación de «There's a Place», con Lennon como vocalista principal y McCartney acompañándole en la armonía vocal. Después de diez tomas, se dio por terminada la canción, encarándose seguidamente con «I Saw Her Standing There». Este tema, titulado entonces aún «Seventeen», fue cantado por McCartney. Nueve tomas fueron grabadas, antes de completarse esta composición de McCartney-Lennon.
Mientras los técnicos de grabación tomaban su descanso a mediodía, los Beatles se quedaron en el estudio para perfeccionar algunas canciones. Después del descanso, se retomó el trabajo con la grabación de una versión de la balada «A Taste of Honey». Sería con esta canción, cantada por Paul McCartney, que se usase por primera vez la grabación a dos pistas para «doblar» la voz de McCartney.
George Harrison se estrenó como vocalista principal en el siguiente tema, «Do You Want to Know a Secret», compuesto por Lennon y McCartney exclusivamente para ser cantado por él.
Luego, ensayaron tres veces «Keep Your Hands Off My Baby» de Goffin-King, pero sin grabar nada, dejando de lado el tema.
«Misery» fue la siguiente en la lista, cantada a dúo por Lennon y McCartney. Fue compuesta originalmente para la cantante Helen Shapiro, aunque acabó siendo rechazada por el mánager de ella al no convencerle demasiado la canción. El piano del tema fue tocado por George Martin.
La sesión de la tarde, comenzada alrededor de las 19:30 h., siguió con la grabación de «Hold Me Tight», compuesta por Lennon y McCartney. Trece tomas fueron necesarias para su grabación. Sin embargo, al recopilarse las canciones que iban a incluirse en el álbum, ésta quedó exenta de su inclusión en Please Please Me. Sería regrabada el 12 de septiembre de 1963 para el álbum With the Beatles.
Para las siguientes grabaciones, los Beatles volvieron a sus versiones de material ajeno que tanto habían interpretado ante su público, y que apenas necesitaban de tomas adicionales para ser grabadas en estudio por el grupo. Ninguna necesitó más de cuatro intentos. John Lennon sobrellevó como vocalista principal el tema original de Arthur Alexander «Anna (Go to Him)». Ringo Starr se estrenó como cantante con «Boys», tema original del trío femenino americano The Shirelles. George Harrison, junto a Lennon y McCartney, interpretó «Chains», tema de los afamados compositores Gerry Goffin y Carole King.
El día terminó con una versión de «Twist and Shout». Tuvo que grabarse en último lugar, por culpa de un catarro que afectaba la voz de John Lennon. La decisión fue tomada por George Martin, que temió que dicha afección pudiese arruinar las sesiones de grabación de aquel día si «Twist and Shout» fuera una de las primeras canciones en ser interpretada por el cantante. Dijo: "No la Grabaremos hasta el final del día". El tema fue un pequeño éxito en los Estados Unidos en 1962 para los Isley Brothers. Se llevaron a cabo dos intentos en la grabación del tema, aunque Lennon ya no era capaz de reunir la voz necesaria para interpretar la segunda de ellas.

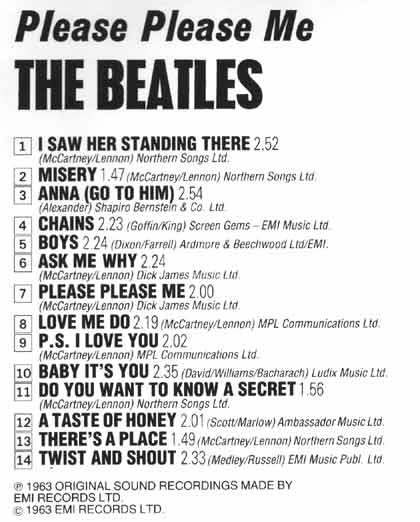
Composiciones de John Lennon y Paul McCartney acreditadas a la firma conjunta de McCartney/Lennon. Posteriores canciones originales de los dos músicos se acreditarían a la firma inversa y definitiva de Lennon–McCartney.

El 20 de febrero de 1963 —en ausencia de los Beatles—, George Martin grabó su parte de piano en «Misery», y la celesta en «Baby It's You»; y el 25 de febrero hizo las mezclas definitivas de los temas del álbum.
El coste de la sesión de todo el día fue de 400 libras esterlinas. Dijo George Martin: «No había mucho dinero en Parlophone. Yo trabajaba con un presupuesto anual de 55 000 libras esterlinas». Este dinero, sin embargo, tenía que cubrir a todos los artistas de los que estaba encargado George Martin. Según las condiciones de la Unión de Músicos, cada miembro de los Beatles debía cobrar siete libras y diez chelines (7.50 £) por cada sesión de tres horas que emplearon para grabar los temas, siendo remunerados efectivamente con dicha cantidad según las normas (equivalente a unas 170 £ por sesión actuales).
Martin consideró llamar inicialmente al álbum Off the Beatle Track, antes de que Please Please Me fuera finalmente publicado con este título en el sello Parlophone con el número de catálogo PMC 1202 (PCS 3042 en la versión estereofónica) el 22 de marzo de 1963.
Este álbum fue el único de todos los LP del grupo en que las composiciones de John Lennon y Paul McCartney aparecieron firmadas como McCartney-Lennon. En los siguientes álbumes, los créditos estarían configurados ya definitivamente como Lennon-McCartney.
De este disco se extraería material musical para los EP Twist and Shout y The Beatles (No. 1).
Tras su publicación en 1963 el álbum alcanzó el puesto número 1 convirtiéndose The Beatles en la banda más joven en conseguir un número 1 en su álbum debut.

## Publicación
La mayoría de las canciones de Please Please Me fueron editadas por primera vez en los Estados Unidos bajo el título de Introducing... The Beatles, de Vee-Jay Records, en enero de 1964, y después, bajo el sello de Capitol Records, con el título de The Early Beatles, en 1965. El álbum Please Please me no fue publicado como tal en aquel país hasta la estandarización de la discografía de los Beatles en soporte CD, apareciendo finalmente en el mercado americano el 26 de febrero de 1987.
Please Please Me fue reeditado oficialmente en CD el 26 de febrero de 1987 (número de catálogo CDP 7 46435 2), junto con otros tres álbumes de los Beatles: With the Beatles, A Hard Day's Night y Beatles for Sale, todos ellos publicados solamente con sonido monofónico.
Please Please Me, junto con el resto de la discografía de los Beatles, sería reeditado nuevamente en CD, con una nueva remasterización, el 9 de septiembre de 2009, tanto en mono (por tiempo limitado) como en estéreo. La nueva remasterización del 2009 sustituía a la pobre calidad de sonido que ofrecían los CD editados en 1987.

## Recepción

### Crítica
En el 2003, la revista Rolling Stone clasificó Please Please Me en el puesto 39 en su lista de los 500 mejores álbumes de todos los tiempos. Lidera la posición de entre los primeros álbumes publicados por los Beatles, siendo sexto de entre todos los álbumes del grupo, después de Sgt. Pepper's Lonely Hearts Club Band, Revolver, Rubber Soul, The Beatles y Abbey Road.
Rolling Stone clasificó también dos temas del álbum en su lista de las 500 mejores canciones de todos los tiempos: «I Saw Her Standing There» en el n.º 139, y «Please Please Me» en el n.º 184. Según la valoración de Allmusic, «décadas después de haber sido editado Please Please Me, el álbum sigue sonando hoy tan fresco como antaño, precisamente a causa de su origen tan peculiar».

## Portada y etiqueta
George Martin, al que le encantaba el zoológico de Londres, había pensado que sería una buena publicidad para el mismo si los Beatles posaran para la portada del álbum delante de la casa de insectos del parque zoológico. Sin embargo, la Sociedad Zoológica de Londres rechazó esa idea de Martin. Así que, en su lugar, se le preguntó a Angus McBean si quería sacar la famosa foto en color de los cuatro componentes asomados por la barandilla del patio de luces de las oficinas londinenses de EMI. Martin escribiría después: «Llamamos al afamado fotógrafo teatral Angus McBean y ¡bingo!, vino e hizo la sesión de fotos en aquel lugar y momento. Fueron hechas con rapidez, como la grabación de la música del disco. A partir de entonces, la creatividad propia de los Beatles salió poco a poco a primer plano». Los Beatles volverían a llamar años después a Angus McBean para recrear la misma toma de la foto en el edificio de EMI, destinada esta vez a la portada del planeado disco Get Back, de 1969; aunque finalmente no se usaría, al abandonarse dicho proyecto por un tiempo. Al final, se usaría esta imagen de 1969 y otra recreada en el mismo lugar en 1963 por el mismo fotógrafo, para las portadas de sus álbumes recopilatorios 1962-1966 y 1967-1970, publicados en 1973.
Please Please Me fue publicado cuando Parlophone estaba en pleno proceso de cambio de diseño de su etiquetado. Las primeras ediciones del álbum fueron las únicas de todos los LP de los Beatles en llevar la etiqueta dorada y negra de Parlophone (letras doradas impresas sobre fondo negro). Estas versiones llegarían a ser muy apreciadas por los coleccionistas, y las versiones en estéreo (que entonces aún no habían tenido mucho hueco en el mercado), aún más. El siguiente etiquetado de Please Please Me consistió en la etiqueta negra con letras amarillas sobreimpresas que Parlophone usaría hasta 1969. Posteriormente, se usarían etiquetas negras con letras plateadas en los discos de Parlophone, añadiéndosele el logotipo de EMI, enmarcado en un rectángulo, en ellas.

## Lista de canciones
Todas las canciones escritas y compuestas por McCartney/Lennon, excepto donde está indicado. 
| Cara 1 |                                |                     |          |  |
| N.º    | Título                         | Vocalista principal | Duración |  |
| 1.     | «I Saw Her Standing There»     | McCartney           | 2:52     |  |
| 2.     | «Misery»                       | Lennon y McCartney  | 1:51     |  |
| 3.     | «Anna (Go to Him)» (Alexander) | Lennon              | 3:00     |  |
| 4.     | «Chains» (Goffin—King)         | Harrison            | 2:26     |  |
| 5.     | «Boys» (Dixon—Farrell)         | Starr               | 2:30     |  |
| 6.     | «Ask Me Why»                   | Lennon              | 2:30     |  |
| 7.     | «Please Please Me»             | Lennon y McCartney  | 2:04     |  |
| 17:05  |                                |                     |          |  |

| Cara 2 |                                            |                     |          |  |
| N.º    | Título                                     | Vocalista principal | Duración |  |
| 1.     | «Love Me Do»                               | McCartney y Lennon  | 2:21     |  |
| 2.     | «P.S. I Love You»                          | McCartney           | 2:05     |  |
| 3.     | «Baby It's You» (David—Williams—Bacharach) | Lennon              | 2:35     |  |
| 4.     | «Do You Want to Know a Secret»             | Harrison            | 2:00     |  |
| 5.     | «A Taste of Honey» (Scott—Marlow)          | McCartney           | 2:06     |  |
| 6.     | «There's a Place»                          | Lennon y McCartney  | 1:51     |  |
| 7.     | «Twist and Shout» (Medley—Russell)         | Lennon              | 2:34     |  |
| 15:34  |                                            |                     |          |  |

## Historial de lanzamiento a nivel mundial
- El número de catálogo representa solo la referencia de Please Please Me con sonido monoaural.

| País          | Fecha de publicación    | Título del álbum    | Discográfica / Núm. cat. |
| ------------- | ----------------------- | ------------------- | ------------------------ |
| Reino Unido   | 22 de marzo de 1963     | Please Please Me    | Parlophone PMC 1202      |
| Dinamarca     | Junio de 1963           | Please Please Me    | Parlophone PMC 1202      |
| Suecia        | agosto de 1963          | Please Please Me    | Parlophone PMC 1202      |
| Países Bajos  | agosto de 1963          | Please Please Me    | Parlophone PMC 1202      |
| Sudáfrica     | agosto de 1963          | Please Please Me    | Parlophone PMCJ 1202     |
| Australia     | 17 de octubre de 1963   | Please Please Me    | Parlophone PMCO-1202     |
| Nueva Zelanda | Noviembre de 1963       | Please Please Me    | Parlophone PMCM.1202     |
| India         | Noviembre de 1963       | Please Please Me    | Parlophone PMC 1202      |
| Perú          | Noviembre de 1963       | Please Please Me    | Odeon PMC - 1202         |
| Italia        | 26 de noviembre de 1963 | The Beatles         | Parlophone PMCQ 31502    |
| Francia       | Enero de 1964           | Nº 1                | Odeon OSX 225            |
| España        | 27 de enero de 1964     | The Beatles         | Odeon MOCL 120           |
| Grecia        | Febrero de 1964         | Please Please Me    | Parlophone PMCG 1        |
| Alemania      | 6 de febrero de 1964    | Die Beatles         | Hör zu/Electrola HZE 117 |
| Argentina     | 7 de febrero de 1964    | Por favor, yo       | Odeon “Pops” LDS 2095    |
| Chile         | Marzo de 1964           | Otro de los Beatles | Odeon LDC 36471          |
| Uruguay       | Marzo de 1964           | Por favor, yo       | Odeon URL 2095           |

## Personal
De acuerdo a Mark Lewisohn:
The Beatles
- John Lennon – voz principal, coros, guitarra rítmica, guitarra acústica, armónica, palmas
- Paul McCartney – voz principal, coros, bajo, palmas
- George Harrison – guitarra líder, guitarra acústica, palmas, coros; voz principal en «Chains» y «Do You Want to Know a Secret»
- Ringo Starr – batería, pandereta, maracas, palmas; voz principal en «Boys»

Músicos adicionales y producción
- George Martin – producción, mezclas, arreglos adicionales, piano en «Misery», celesta en «Baby It's You»
- Norman Smith – ingeniería de sonido, mezclas
- Andy White – batería en «Love Me Do» y «P. S. I Love You»

## Posicionamiento en listas
| Listas (1963)                       | Mejor posición |
| ----------------------------------- | -------------- |
| Alemania (Offizielle Top 100)       | 4              |
| Reino Unido (UK Albums Chart)       | 1              |
| Listas (1987)                       | Mejor posición |
| Países Bajos (Album Top 100)        | 24             |
| Listas (2009)                       | Mejor posición |
| Austria (Ö3 Austria)                | 75             |
| Bélgica (Ultratop flamenca)         | 76             |
| Bélgica (Ultratop valona)           | 78             |
| España (PROMUSICAE)                 | 53             |
| Finlandia (Suomen Virallinen Lista) | 25             |
| Italia (FIMI)                       | 64             |
| Nueva Zelanda (Recorded Music NZ)   | 32             |
| Países Bajos (Album Top 100)        | 89             |
| Portugal (AFP)                      | 29             |
| Suecia (Sverigetopplistan)          | 27             |
| Suiza (Schweizer Hitparade)         | 74             |
| Listas (2010)                       | Mejor posición |
| Estados Unidos (Billboard 200)      | 155            |